# Hangzhou Challenger 2024
Il Hangzhou Challenger 2024 è stato un torneo maschile di tennis professionistico. È stata la 1ª edizione del torneo, facente parte della categoria Challenger 125 nell'ambito dell'ATP Challenger Tour 2024, con un montepremi di 164 000 $. Si è giocato dal 7 al 13 ottobre 2024 sui campi in cemento di Hangzhou, in Cina.

## Partecipanti

### Teste di serie
| Nazionalità   | Giocatore       | Ranking* | Testa di serie |
| ------------- | --------------- | -------- | -------------- |
| Australia     | James Duckworth | 75       | 1              |
| Australia     | Rinky Hijikata  | 78       | 2              |
| Italia        | Fabio Fognini   | 81       | 3              |
| Francia       | Arthur Cazaux   | 92       | 4              |
| Australia     | Adam Walton     | 95       | 5              |
| Canada        | Gabriel Diallo  | 105      | 6              |
| Regno Unito   | Billy Harris    | 106      | 7              |
| Taipei cinese | Tseng Chun-hsin | 116      | 8              |

* Ranking al 30 settembre 2024.

### Altri partecipanti
I seguenti giocatori hanno ricevuto una wild card per il tabellone principale:
- Cui Jie
- Fabio Fognini
- Te Rigele

I seguenti giocatori sono entrati in tabellone come alternate:
- Ramkumar Ramanathan
- Sun Fajing

I seguenti giocatori sono passati dalle qualificazioni:
- Ray Ho
- Petr Bar Biryukov
- Yusuke Takahashi
- Zhang Tianhui
- Aleksandre Bakshi
- Kasidit Samrej

## Punti e montepremi
| Torneo    | Torneo              | V      | F      | SF    | QF    | 2T    | 1T    | Q | Q2  | Q1  |
| Singolare | Punti               | 125    | 64     | 35    | 16    | 8     | 0     | 5 | 3   | 0   |
| Singolare | Premi in denaro ($) | 21 650 | 12 770 | 7 560 | 4 400 | 2 590 | 1 565 | – | 785 | 395 |
| Doppio    | Punti               | 125    | 64     | 35    | 16    | –     | 0     | – | –   | –   |
| Doppio    | Premi in denaro ($) | 9 350  | 5 440  | 3 250 | 1 930 | –     | 1,080 | – | –   | –   |

## Campioni

### Singolare
James Duckworth ha sconfitto in finale  Mackenzie McDonald con il punteggio di 2–6, 7–6(5), 6–4.

### Doppio
Sun Fajing /  Te Rigele hanno sconfitto in finale  Thomas John Fancutt /  Yuta Shimizu con il punteggio di 6–3, 7–5.